# Ambrosius Catharinus
Ambrosius Catharinus (eigentlich Lancelotto Politi, auch  Ambroise Catharin Politi), (* um 1484 in Siena; † 8. November 1553 in Neapel) war ein italienischer Kanoniker, Dominikaner (OP), Theologe, Hochschullehrer und Erzbischof von Conza.

## Leben und Wirken
Er war der Sohn des Bernardino Politi; er hatte zwei belegbare Brüder Tommaso und Giambattista. Schon mit sechzehn Jahren wurde er an der Universität zu Siena zum doctor in utroque iure promoviert. Nach dem Besuch vieler weiterer Akademien in Italien und Frankreich ernannte man ihn dann im Jahre 1508 in Siena, seiner Heimatstadt, zum Hochschullehrer. Seine bekanntesten Schüler waren Giovanni del Monte, der spätere Papst Julius III., und Sixtus Senensis (1520–1569), ein konvertierter Jude, der seinem Lehrer loyal verbunden war, ihn aber für einige seiner Schriften scharf kritisierte.
Um das Jahr 1517 trat er, unter dem Einfluss der Ideen von Girolamo Savonarola in den Orden des heiligen Dominikus in das Kloster San Marco in Florenz ein. Dort setzte er seine theologischen Studien selbstständig fort. Dies spricht für sein unabhängiges Denken. So verteidigte er die Prädestination, Gottes Vorherwissen und Vorherbestimmung, lehnte jedoch eine Vorherbestimmung zur Verdammnis ab. Er verteidigte ebenso die unbefleckte Empfängnis der Jungfrau Maria.
Catharinus gilt als ein strenger Verteidiger des Katholizismus gegen Martin Luther, den und dessen Anhänger er als Häretiker ansah. Catharinus trat in den Diskussionen auf dem  Konzil von Trient sehr engagiert auf. Am dritten Tag, Donnerstag, dem 4. Februar 1546, vertrat Catharinus in der öffentlichen Sitzung eine bemerkenswerte Position der Gegenreformation, die später als „Oratio ad Patres Concilii Tridentini“ (Löwen, 1567; Paris, 1672) publiziert wurde.
Trotz der Angriffe auf seine Lehre wurde er 1546 zum Bischof von Minori und 1552 zum Erzbischof von Conza, in der Provinz Neapel, ernannt. Er starb in Neapel.

## Werke (Auswahl)
- Apologia pro veritate catholicæ et apostolicæ fldei ac doctrinæ, adversus impia ac pestifera Martini Lutheri dogmata. Florenz 1520
- Speculum hæreticorum.  Lyon 1541 (digitalisiert)
- Annotationes in commentaria Cajetani super sacram Scripturam. Lyon 1542
- Tractatus quæstionis quo jure episcoporum residentia debeatur.  Venedig  1547
- Defensio catholicorum pro possibili certitudine gratiæ. Venedig 1547
- Es bonus corripuit editor ad hoc intendere usus invexit errorem. Rom  1548
- Summa doctrinæ de prædestinatione. Rom  1550
- Commentaria in omnes D. Pauli epistolas et alias septem canonicas. Venedig 1551
- Disputatio pro veritate immaculatæ conceptionis B. Virginis. Rom 1551